# Carex stenostachys
Carex stenostachys är en halvgräsart som beskrevs av Adrien René Franchet och Paul Amédée Ludovic Savatier. Carex stenostachys ingår i släktet starrar, och familjen halvgräs.

## Underarter
Arten delas in i följande underarter:
- C. s. cuneata
- C. s. ikegamiana
- C. s. stenostachys